# Palisada

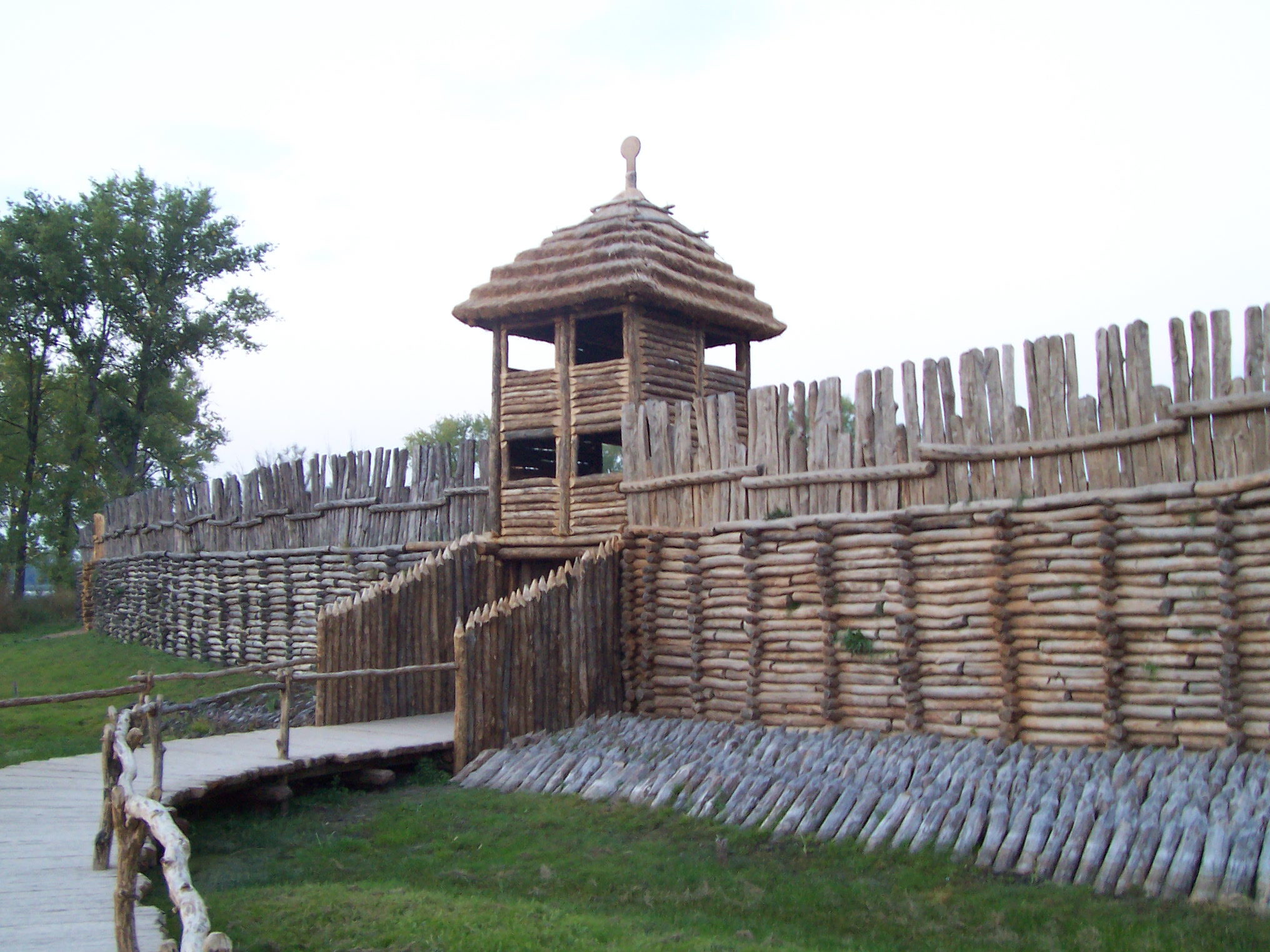
Palisada grodu w Biskupinie

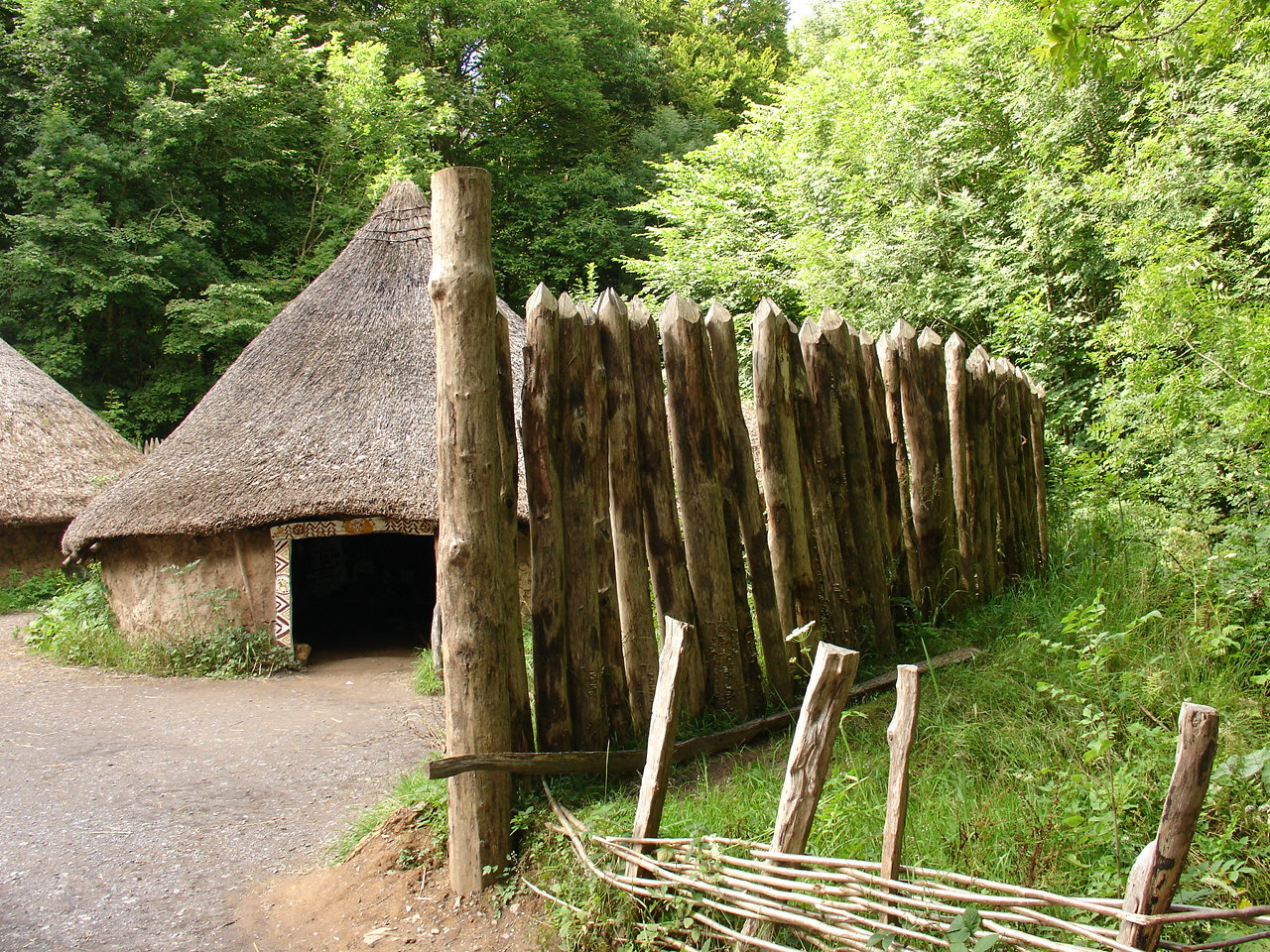
Palisada wioski celtyckiej

Palisada, częstokół – element dawnego budownictwa obronnego w postaci ogrodzenia składającego się z drewnianych, zazwyczaj ostro zakończonych pali, wbitych jeden przy drugim, prosto lub ukośnie w ziemię spełniający rolę struktury zaporowej, defensywnej.
Palisada to konstrukcja obronna, wykorzystywana nieprzerwanie do XIX w. W średniowieczu stosowana była  w obronie grodów. W warunkach ustabilizowanych frontów lub w wypadku obrony wąskich przejść odgrywała rolę fortyfikacyjnej zapory przeciwpiechotnej, niekiedy wyposażonej w strzelnice. Łatwa w konstrukcji, tania, ale podatna na ogień i nietrwała palisada szczególnie często służyła jako tymczasowe zabezpieczenie lub element fortyfikacji polowych.
Palisady były budowane w pobliżu lasów, ponieważ budowało się je szybko i z łatwo dostępnego budulca. Wykonywano je jako pojedyncze, podwójne (palanki) lub wieloszeregowe. Typowa konstrukcja palisady składała się z małych lub średnich pni drzew wyrównanych pionowo, bez rozmieszczania pośrodku. Pnie były naostrzone, czasem wzmacniane dodatkową konstrukcją. Wysokość palisady mogła sięgać do trzech metrów. Palisady często budowane były w połączeniu z umocnieniami ziemnymi.
Palisady okazały się efektywną ochroną podczas ówczesnych konfliktów i były skutecznym środkiem zapobiegającym małym siłom. Jakkolwiek z powodu ich drewnianej konstrukcji były wrażliwe na broń oblężniczą.
Zarówno Grecy, jak i Rzymianie stawiali palisady, by chronić wojskowe obozy lub granice (patrz: Limes).
Niekiedy określenia ostrokół używa się jako synonimu częstokołu (palisady); J. Bogdanowski wskazuje jednak, że było to odmienne urządzenie obronne.